# Queenslander (arquitectura)

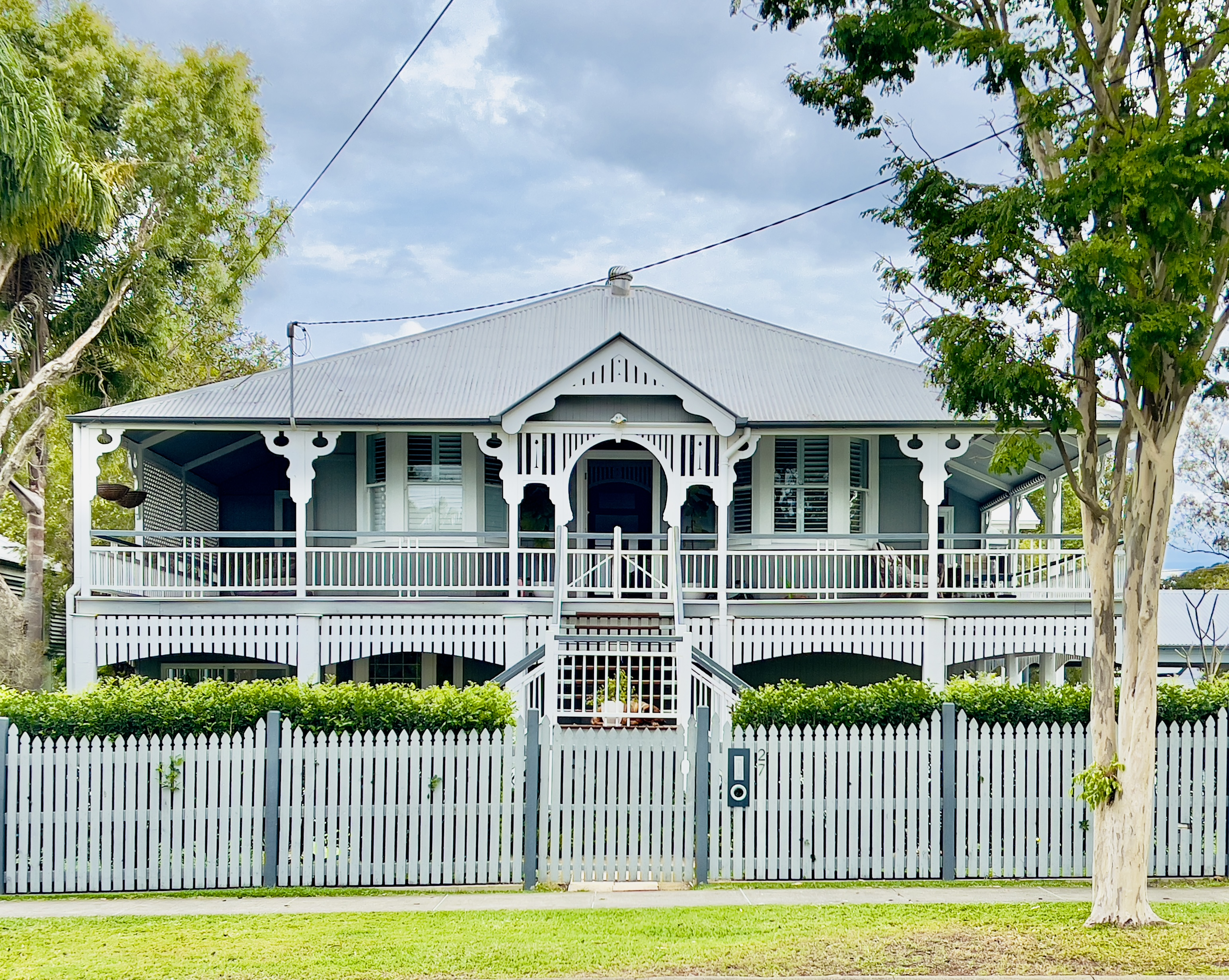
Una casa de estilo Queenslander de la época victoriana de alta altura con una gran terraza

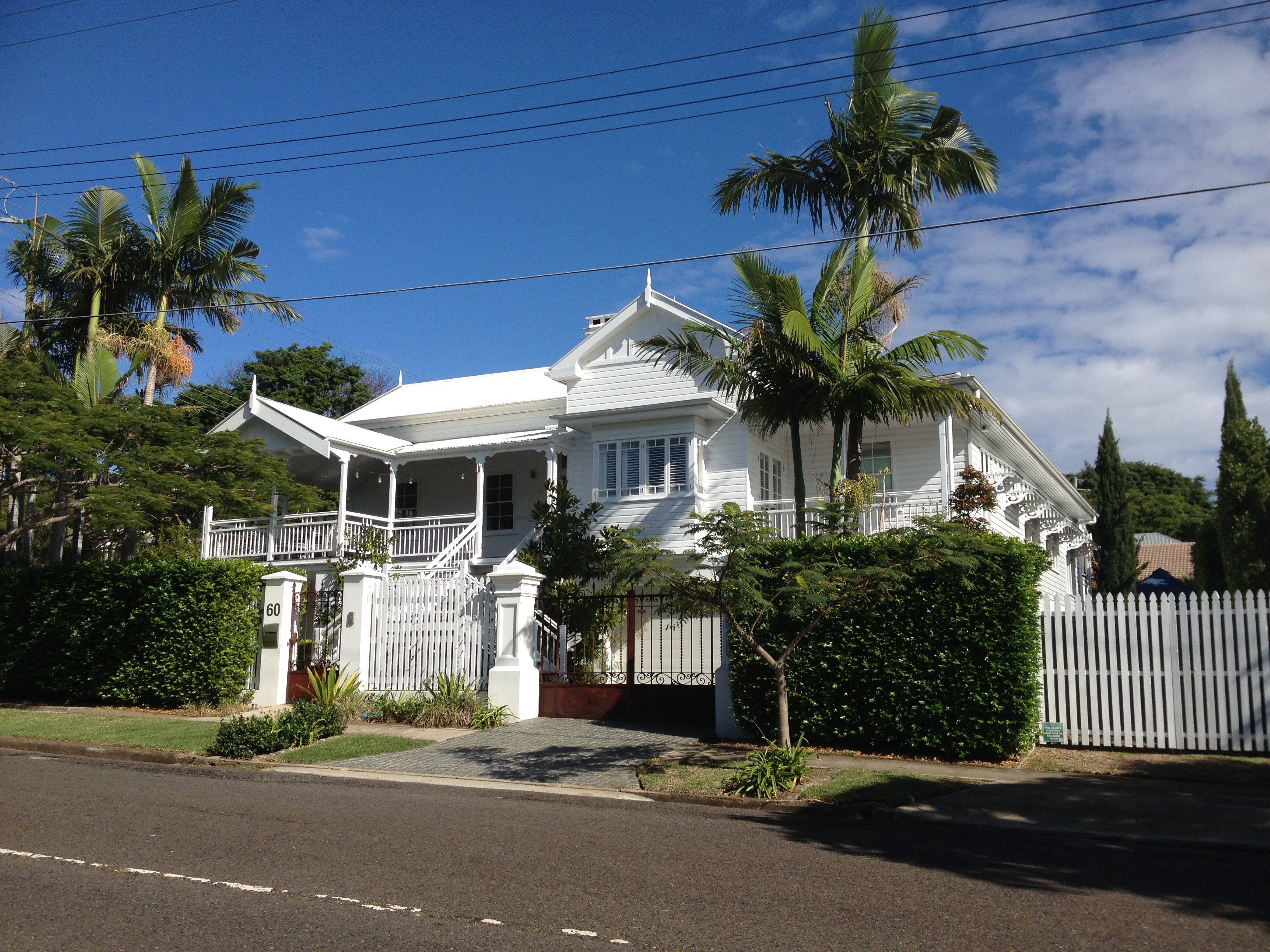
Un suburbio de Queenslander al estilo de la Federación en Hendra

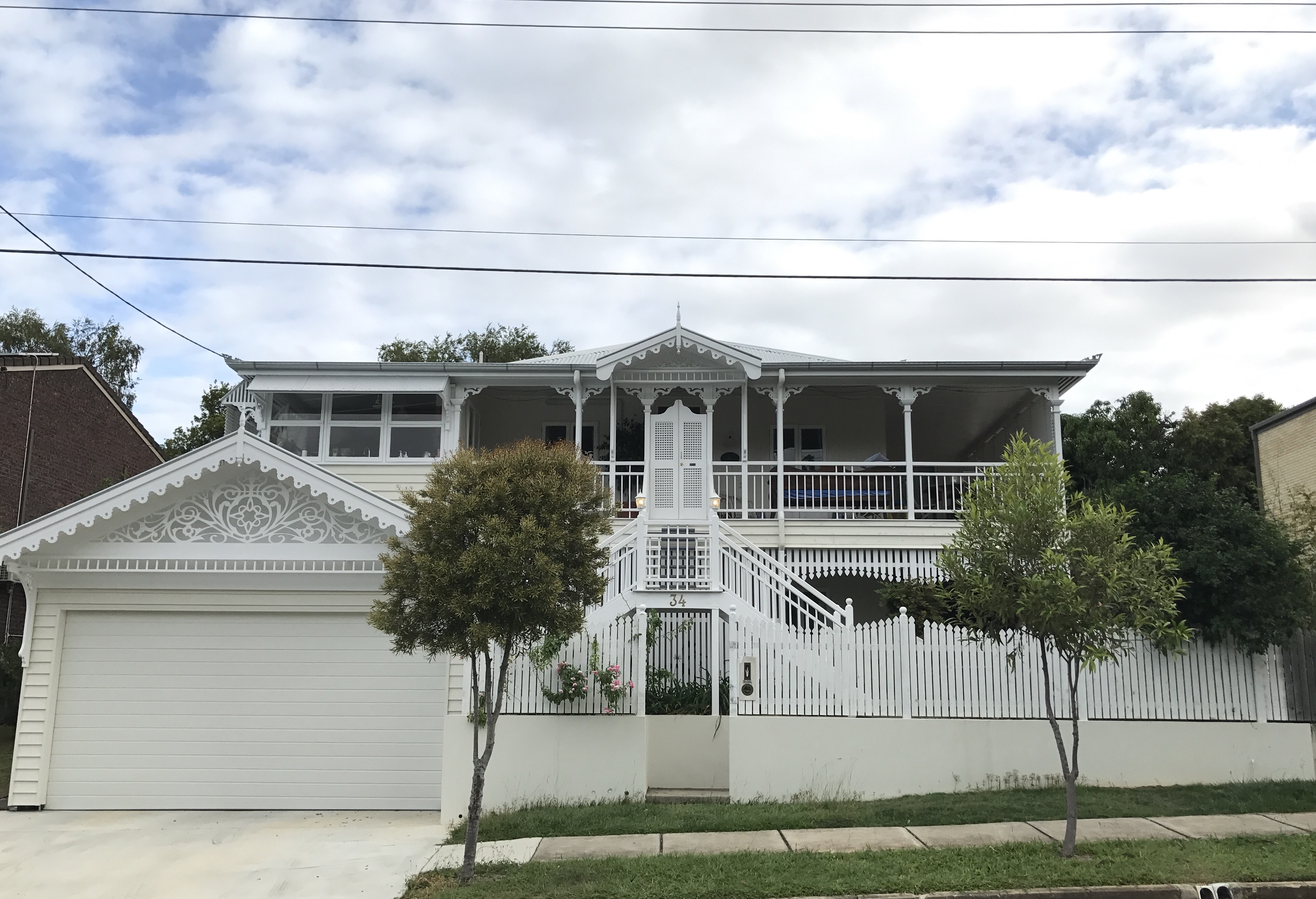
Un habitante de Queensland en Toowong

La arquitectura de Queensland es un término moderno para un tipo de vivienda residencial, muy extendido en Queensland, Australia. También se encuentra en las partes del norte del estado adyacente de Nueva Gales del Sur, y comparte muchos rasgos con la arquitectura de otros estados de Australia, pero es distinta y única. La forma de la típica residencia de estilo Queenslander distingue a los suburbios de Brisbane de otras capitales. El Queenslander se considera el estilo arquitectónico más emblemático de Australia. 
Este estilo se desarrolló en la década de 1840 y todavía se construye hoy en día, mostrando una evolución del estilo local. El término se aplica principalmente a la construcción residencial, aunque algunas construcciones comerciales y de otro tipo se identifican como Queenslander.

## Características
El típico Queenslander es una casa unifamiliar de madera con techo de chapa ondulada ubicada en un terreno separado. Se trata de viviendas de una sola planta y situadas en una posición alta, con una característica terraza que se extiende alrededor de la casa en distinta medida, pero que nunca la rodea por completo. En años posteriores, muchos de ellos han sido renovados para encerrar parte o la totalidad de estas terrazas y crear dormitorios adicionales. El área debajo de la casa también suele estar cerrada para proporcionar área habitable adicional a estas casas, lo que lleva a la idea errónea de que una auténtica casa de Queensland tiene dos pisos. El término ha evolucionado para aplicarse a muchos tipos diferentes de estructuras que se encuentran en Queensland, como las iglesias. Los muchos y variados estilos comparten características similares, como escaleras exteriores prominentes, techos a dos aguas y el rasgo definitorio de estar construido sobre tocones, elevando la estructura de los tradicionales 2,8 m y variando en altura dependiendo del terreno.
Suelen ser típicamente “tripartitas” en su composición seccional: bajo piso (tocones), estancias principales (pueden ser de dos niveles) y cubierta. Todas cuentan con uno o más espacios de terraza, un borde protegido del edificio que normalmente está sólo parcialmente cerrado y se usa como otra zona habitable. Esta consideración por el clima es la característica definitoria del tipo de Queenslander. La elevación de los espacios habitables principales del suelo puede considerarse un recurso tanto estilístico como práctico. Hay muchos beneficios potenciales y cada propietario tendría sus propias razones para elevar la casa. Los “tocones” verticales, inicialmente de madera, permiten que el edificio “flote” sobre el terreno. El edificio tiene una estética más imponente cuando está elevado. 
Todos los habitantes de Queensland cuentan con esta área debajo del piso que se puede usar para enfriar el edificio a través de la ventilación, sin embargo, esta característica solo enfriará la casa en condiciones específicas más comunes en los climas del norte de Queensland. De hecho, muchos habitantes de Queensland tienen más calor gracias a esta característica. La elevación se utilizaba a menudo como protección para las casas en zonas propensas a inundaciones. Muchos asentamientos coloniales estaban en llanuras aluviales para aprovechar el suelo fértil, sin embargo el riesgo de inundaciones era mucho mayor, especialmente antes de que se construyeran grandes represas. La elevación permite proteger la estructura principal de los ataques de termitas y otras plagas. Los tocones ayudan a superar cualquier variación en el terreno que normalmente requeriría movimientos de tierra para aplanarlo para la construcción y permiten el flujo natural del agua a través del terreno en caso de lluvias y aguaceros excesivos.  El espacio debajo del piso suele ser lo suficientemente alto para usos adicionales, como almacenamiento, cochera o incluso como área de estar adicional en los espacios frescos y oscuros debajo del edificio. El área debajo del piso a veces estaba protegida decorativamente en el perímetro con listones de madera. En aquella época también existía la creencia de que las enfermedades tropicales eran causadas por la exposición prolongada al "aire malo" cerca del suelo (teoría del miasma). Los mosquitos tienden a volverse menos comunes a medida que se alejan del suelo (las mosquiteras o las cubiertas para ventanas no eran comunes en esa época). Otra ventaja de estar construidos sobre tocones es que los edificios son altamente adaptables. Elevar, bajar, reorientar o reubicar completamente a los habitantes de Queensland es relativamente fácil.
Las zonas habitables principales de la casa, al estar elevadas respecto al terreno, son una serie de estancias sobre una planta plataforma. Tradicionalmente, la planificación y la fenestración fomentaban la ventilación cruzada para el enfriamiento pasivo en una variedad de métodos innovadores, incluidos tragaluces, rosetones de techo y alineación de puertas y ventanas para permitir un flujo de aire ininterrumpido. La terraza es la inclusión más típica en el plan y se puede utilizar día y noche como espacio habitable semiexterno. En Brisbane, muchas personas tienen mesas y sillas para comer y un sofá-cama o lugar para dormir al aire libre en sus terrazas. Los ventiladores giratorios colocados en los techos permiten extraer el aire caliente de los espacios del techo.
El tejado tiene una gran presencia y es visible desde el exterior y tradicionalmente tenía una pendiente muy pronunciada. Son de materiales variados, incluyendo pizarra y tejas, pero lo más característico es que estén revestidos con láminas de acero corrugado. Los techos de acero podrían soportar lluvias torrenciales y ser reutilizados si fueran dañados por vientos ciclónicos.
Por lo general, el Queenslander se adapta a los climas templados cálidos y al clima subtropical de Queensland, con abundantes precipitaciones y un clima templado a cálido y húmedo, con temperaturas promedio de verano en el rango de 23|36|. Sin embargo, este tipo se encuentra en todo el estado y fuera de Queensland, tanto en lugares más fríos como más cálidos, generalmente con adaptaciones.

## Historia

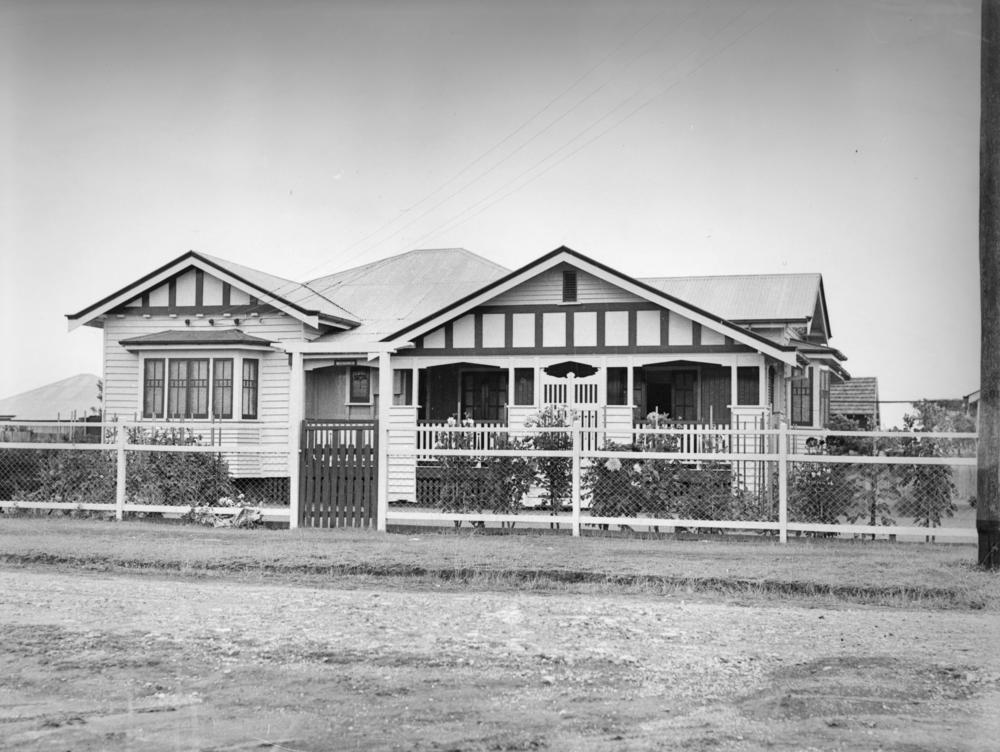
Un Queenslander de complexión baja, c. 1935

Como la madera era abundante y se convirtió en el material de construcción preferido en Queensland después de 1900, surgió un nuevo producto para satisfacer la necesidad de un parque de viviendas: casas “listas para construir”, proporcionadas por comerciantes de madera con todas las piezas ya precortadas y disponibles para ordenar. Las casas eran más baratas que otras opciones para construir una vivienda: trabajar con un constructor establecido o contratar a un arquitecto. Sin embargo, parecería que las casas “listas para erigir” (o casas construidas a partir de materiales de construcción) eran más adecuadas para el estilo de vida de Queensland que las construidas en otros estados o climas australianos. Las empresas que ofrecían este producto en Brisbane eran principalmente Brown and Broad de Newstead y Campbell Brothers de Creek Street Brisbane. Brown y Broad iniciaron la fase de construcción de viviendas “listas para erigir” con el anuncio de sus productos en 1915. El lema de la empresa era «Casas construidas en la mitad de tiempo». Sin embargo, sus catálogos también destacaban la fiabilidad y la calidad, y el hecho de que todos sus profesionales eran expertos en su oficio. Para 1922, las casas listas para construir se habían extendido al norte de Nueva Gales del Sur, lo que indicaba que este producto "listo para construir" podría ser un fenómeno de Queensland. Otras empresas madereras de Queensland también habían adoptado el concepto de casas listas para construir. 
Debido a su simplicidad de construcción, durante las décadas de 1920 y 1930 se produjeron diseños estandarizados. A pesar de estas ventajas, los gustos cambiaron y el estilo cayó en desuso después de la Segunda Guerra Mundial . La necesidad de viviendas más económicas hizo que las grandes terrazas se redujeran a pequeños rellanos. Posteriormente, las paredes interiores ya no fueron hechas de madera sino de tableros de fibra, como láminas de amianto o paneles de fibra/yeso. Además, después de la guerra, los excedentes de equipos militares para movimiento de tierras se volvieron comunes y fue posible preparar el terreno para la construcción, disminuyendo el relativo bajo costo de la construcción sobre tocones.  La disponibilidad de tierras disminuyó y las preferencias se orientaron hacia tipos de vivienda que requerían menos mantenimiento.  Estos factores llevaron a la adopción en Queensland, como en otros lugares, del omnipresente estilo americano "moderno", generalmente de un solo nivel y generalmente vendido como un paquete combinado de terreno y casa. Estas casas más nuevas generalmente están hechas con una estructura de madera o metal, pero con una chapa de ladrillo .

## Estilo
El Queenslander, un "tipo" más que un "estilo", se define principalmente por características arquitectónicas y consideraciones climáticas. Se han construido en los estilos populares de la época, incluidos el colonial, el victoriano, el de la Federación, el Art Nouveau, el de entreguerras y el posterior a la Segunda Guerra Mundial. Popularmente se piensa que el Queenslander es una casa "antigua", aunque hoy en día se construyen utilizando estilos modernos, así como "reproducciones" de estilos anteriores.

### Asgroviano

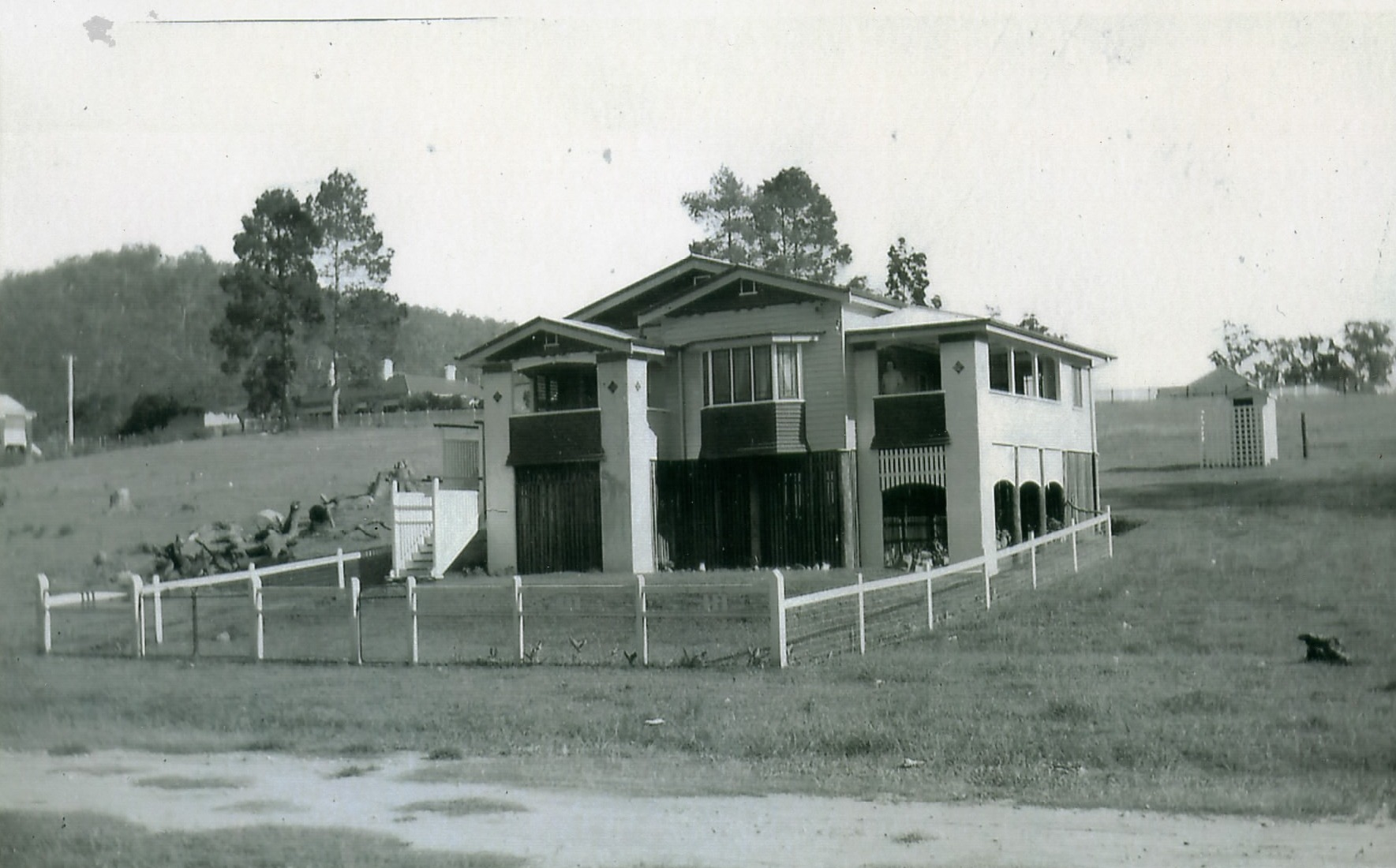
Arquitectura Ashgrove, 71 Royal Pde St Johns Wood, Ashgrove, 1937

Ashgrovian es el término acuñado para una variante del Queenslander construida entre finales de la década de 1920 y la Segunda Guerra Mundial en el suburbio de Ashgrove en Brisbane. El término Ashgrovian se acuñó a partir de la gran cantidad de estas viviendas construidas en el período de entreguerras y fue una adaptación del estilo Bungalow que fue popular a principios del siglo XX. Estas viviendas, muy populares entre las personas de ingresos medios, casi siempre tenían un gran tejado a dos aguas al frente, a menudo rodeado por tejados secundarios más pequeños detrás. Los frontones más pequeños solían albergar terrazas y lugares para dormir. Una escalera casi siempre dominaba el patio delantero que conducía a la terraza, que en años posteriores comúnmente se rellenaba para formar habitaciones adicionales. Otras incorporaciones tardías incluyeron ventanas salientes o de caja, generalmente ubicadas en el centro de la parte delantera de la casa. 

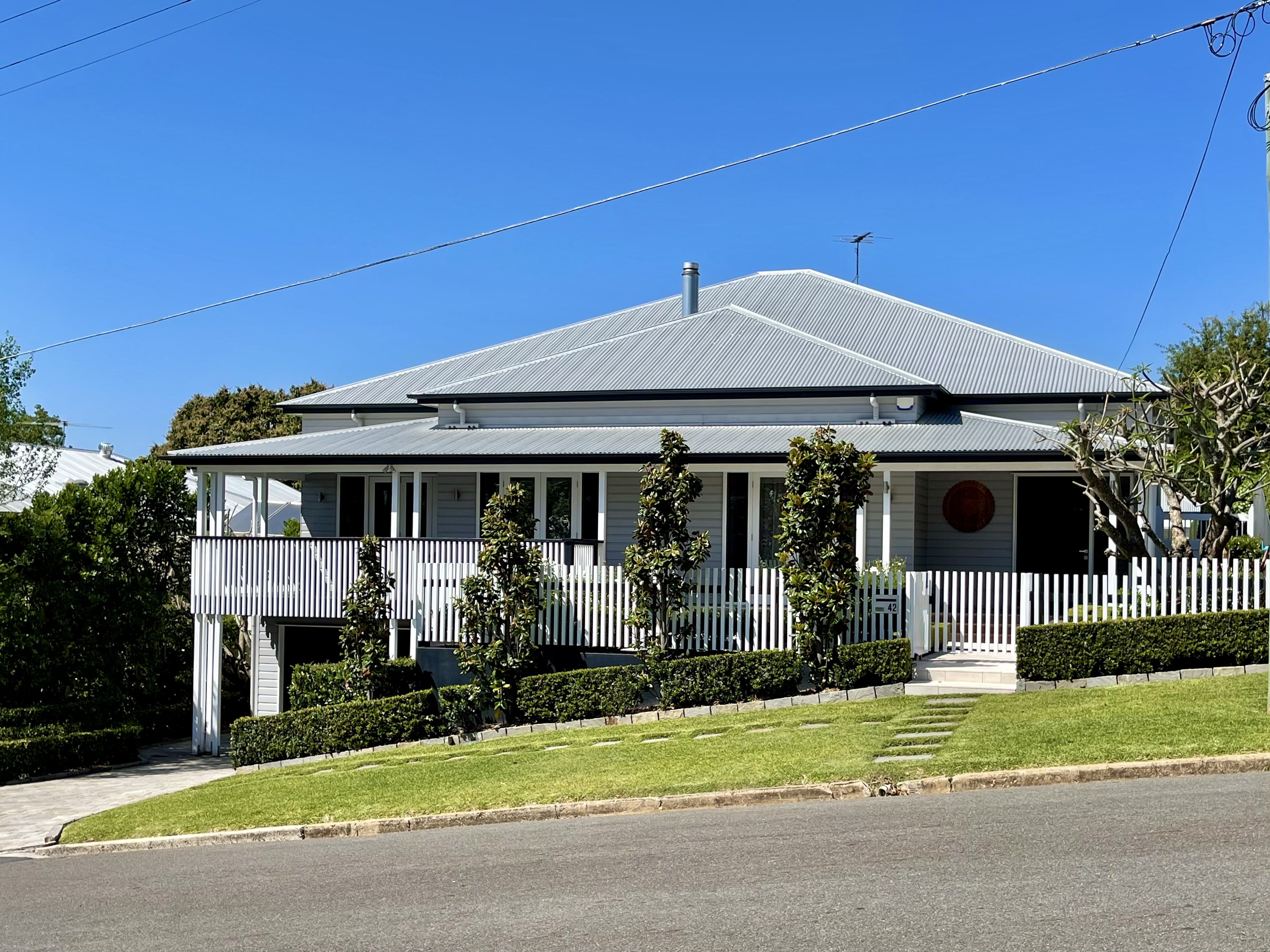
Una adaptación moderna del estilo Queenslander

### Actual
Muchos edificios antiguos de Queensland, tanto residenciales como comerciales, han sido demolidos para dar paso a edificios más modernos, particularmente en el área urbana del centro de Brisbane, lo que ha contribuido a la gentrificación de la ciudad. Sin embargo, la conciencia de la comunidad sobre el patrimonio urbano ha hecho que los gobiernos locales implementen medidas de conservación para proteger el carácter único de "hoja y madera" de los barrios y pueblos dominados por la arquitectura de Queensland. Si bien los complejos de viviendas planificados son indistinguibles de los de otros estados, muchas casas construidas a medida están diseñadas en una versión más moderna del estilo de Queenslander, en particular las casas de vacaciones en áreas costeras. Se están removiendo o reubicando muchas casas de estilo Queenslander para evitar que sean demolidas cuando se desarrolla el terreno. 

## Tapas de tocones

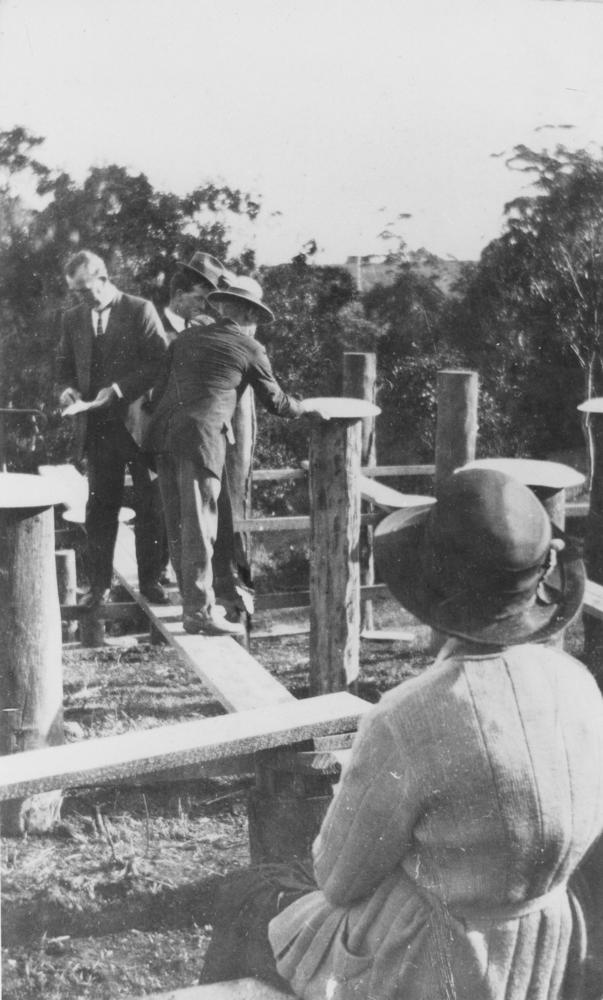
Ceremonia de colocación de tocones durante la construcción del Salón Público de Bald Knob, 1924

Como las termitas representan un serio problema para las viviendas de madera en Queensland, los edificios de los habitantes tienen tapas de tocón (también conocidas como tapas de hormigas ). Se trata de placas metálicas que se colocan encima de cada tocón con forma tal de dificultar que las hormigas blancas lleguen a la parte principal del edificio. Sin embargo, las acumulaciones de suciedad o nidos de hormigas pueden permitir que las tapas de los tocones sean atravesadas por las hormigas blancas, por lo que se necesitan inspecciones regulares para garantizar que las tapas de los tocones estén en buenas condiciones y para la detección temprana de la entrada de hormigas blancas a la estructura principal.  
Al no estar construida de piedra o ladrillo, la arquitectura de Queensland no puede tener una piedra fundamental . Sin embargo, el deseo de mantener la ceremonia tradicional de colocar la primera piedra, en particular para iglesias y otros edificios comunitarios, generó una nueva tradición en los edificios de Queensland: la ceremonia de colocar un tocón, donde se colocaba ceremonialmente un sombrero de hormiga sobre uno o más tocones.   Dado que un tocón de hormiga no puede tener un mensaje conmemorativo (a diferencia de una piedra fundamental), a veces se añadía posteriormente una placa u otro método de conmemoración al edificio para registrar la ocasión para la posteridad, pero en su mayoría, estas ceremonias de colocación de tocones no dejaban una conmemoración permanente.

## Lectura adicional
- Bell, Peter (December 2002). «A History of the Queensland House».